# Folgoso de Caurel
Folgoso de Caurel(en gallego y oficialmente: Folgoso do Courel) es una localidad y municipio español situado en el sureste de la provincia de Lugo, en Galicia. Pertenece a la comarca de Quiroga y se encuentra en plena sierra del Caurel.

## Topónimo
El municipio se llamó Caurel hasta 1950, cuando pasa a llamarse Folgoso de Caurel. A raíz de la aprobación de la Ley de Normalización Lingüística en el Parlamento Gallego, cambió su denominación oficial al gallego Folgoso do Courel en 1985.

## Geografía
Se encuentra en el sureste de la provincia de Lugo, en el límite con la provincia de León, en plena sierra del Caurel. Limita con los municipios de Piedrafita del Cebrero al norte, Samos y Puebla del Brollón al oeste, Quiroga al sur, y Oencia y Barjas (ambos en la provincia de León) al este.
La sierra del Caurel (serra do Courel en gallego) es una cordillera montañosa situada en el SE de la provincia de Lugo que se extiende por los municipios de Folgoso de Caurel, en su mayor parte, Quiroga y Piedrafita del Cebrero. Tiene una extensión de 21 020 hectáreas con fuertes variaciones de altitud que van desde los 400-500 m del valle del río Lor a más de 1600 m en los puntos más altos como Montouto, Formigueiros (1643 m) o el pico de Pía Páxaro (1610 m). El río Lor, y sus varios afluentes forman ricos valles con diversos ecosistemas que hacen que esta sierra sea la reserva botánica más importante de Galicia.

## Geografía humana

### Organización territorial
El municipio está formado por cincuenta y cuatro entidades de población distribuidas en nueve parroquias:
- Esperante (San Pedro)
- Folgoso (Santa María)[5]
- Hórreos (San Pedro)
- Meiraos (Santa María)
- Noceda (San Pedro)
- Seceda (San Silvestre)
- Seoane (San Xoán)[5]
- Villamor[2]
- Visuña (Santa Eufemia)

### Demografía
Cuenta con una población de 978 habitantes (INE 2024).
| Gráfica de evolución demográfica de Folgoso do Courel entre 1842 y 2021 |
| |
| Población de derecho según los censos de población del INE Población de hecho según los censos de población del INEEn estos censos se denominaba Caurel: 1842, 1857, 1860, 1877, 1887, 1897, 1900, 1910, 1920, 1930 y 1940 En estos censos se denominaba Folgoso de Caurel: 1950, 1960, 1970 y 1981 |

La población está en decrecimiento y en envejecimiento severo.
| Evolución de la población de Folgoso de Caurel - desde 1900 hasta 2022 -                                                             |       |       |      |       |       |       |       |      |          |          |          |          |
| 1900 | 1930  | 1950  | 1981 | 2004  | 2007  | 2010  | 2011  | 2012 | 2013     | 2020     | 2021     | 2022     |
| 6.413 | 5.785 | 5.479 |      | 1.397 | 1.284 | 1.196 | 1.211 | 1007 | {{{10}}} | {{{11}}} | {{{12}}} | {{{13}}} |
| Fuentes: INE e IGE (Los criterios de registro censal variaron entre 1900 y 2011, y los datos del INE y del IGE pueden no coincidir.) |       |       |      |       |       |       |       |      |          |          |          |          |

### Comunicaciones
Enclavado en plena sierra del Caurel, las comunicaciones del municipio con el resto de Galicia siempre han sido bastante deficitarias. Folgoso de Caurel se encuentra a 21 km de Quiroga, a 86 km de Ponferrada, a 99 km de Orense y a 106 km de Lugo.
La principal carretera que vertebra el municipio de norte a sur es la LU-651, que parte de la LU-633 que une Sarria con Piedrafita del Cebrero y llega hasta Quiroga, pasando por las dos principales localidades del municipio, Folgoso y Seoane. Otras carreteras locales a destacar son la LU-P-1306 y la LU-P-4701 que unen el municipio con Incio y Puebla del Brollón, ambos limítrofes por el oeste, respectivamente.
La estación de ferrocarril más cercana es San Clodio-Quiroga, situada 23 km al sur. Los aeropuertos más cercanos son los de La Coruña, Santiago, Vigo y León, situados a escasas 2 horas y media por carretera.

## Administración y política
| Elecciones municipales |      |      |      |      |      |      |      |
| Partido                | 1995 | 1999 | 2003 | 2007 | 2011 | 2015 | 2019 |
| PPdeG                  | 5    | 4    | 3    | 4    | 5    | 5    | 5    |
| PSdeG-PSOE             | 4    | 5    | 5    | 5    | 4    | 3    | 2    |
| IG Vivo                |      |      |      |      |      |      | 2    |
| CV-PDDdG               |      |      |      |      |      | 1    |      |
| BNG                    |      |      | 1    |      |      |      |      |
| Total                  | 9    | 9    | 9    | 9    | 9    | 9    | 9    |

## Lugares de interés
- Castillo de O Carbedo
- Aldea de Seceda, declarada sitio histórico el 3 de julio de 1997, por su excelente estado de conservación, típico de las aldeas del Caurel.
- Aldea de Froxán
- Castro de A Torre